# The Gunman
The Gunman es una película estrenada en 2015 dirigida por Pierre Morel y escrita por Don Macpherson y Pete Travis, basada en la novela The Prone Gunman por Jean-Patrick Manchette. Es protagonizada por Sean Penn, Javier Bardem y Peter Franzén.

## Premisa
Un mercenario operativo de ua empresa internacional llamado Jim Terrier, es contratado para brindar seguridad en África. Asesina en una acción coordinada al 
ministro de minería del Congo y debe abandonar el continente. Cinco años más tarde, de vuelta en África, trabajando ahora  para una ONG humanitaria, intentan asesinarlo. La organización para la que él trabajaba tiene otros planes en mente, y es obligado a ir a Europa. Quiere salirse, para reencontrar a su amor.

## Elenco

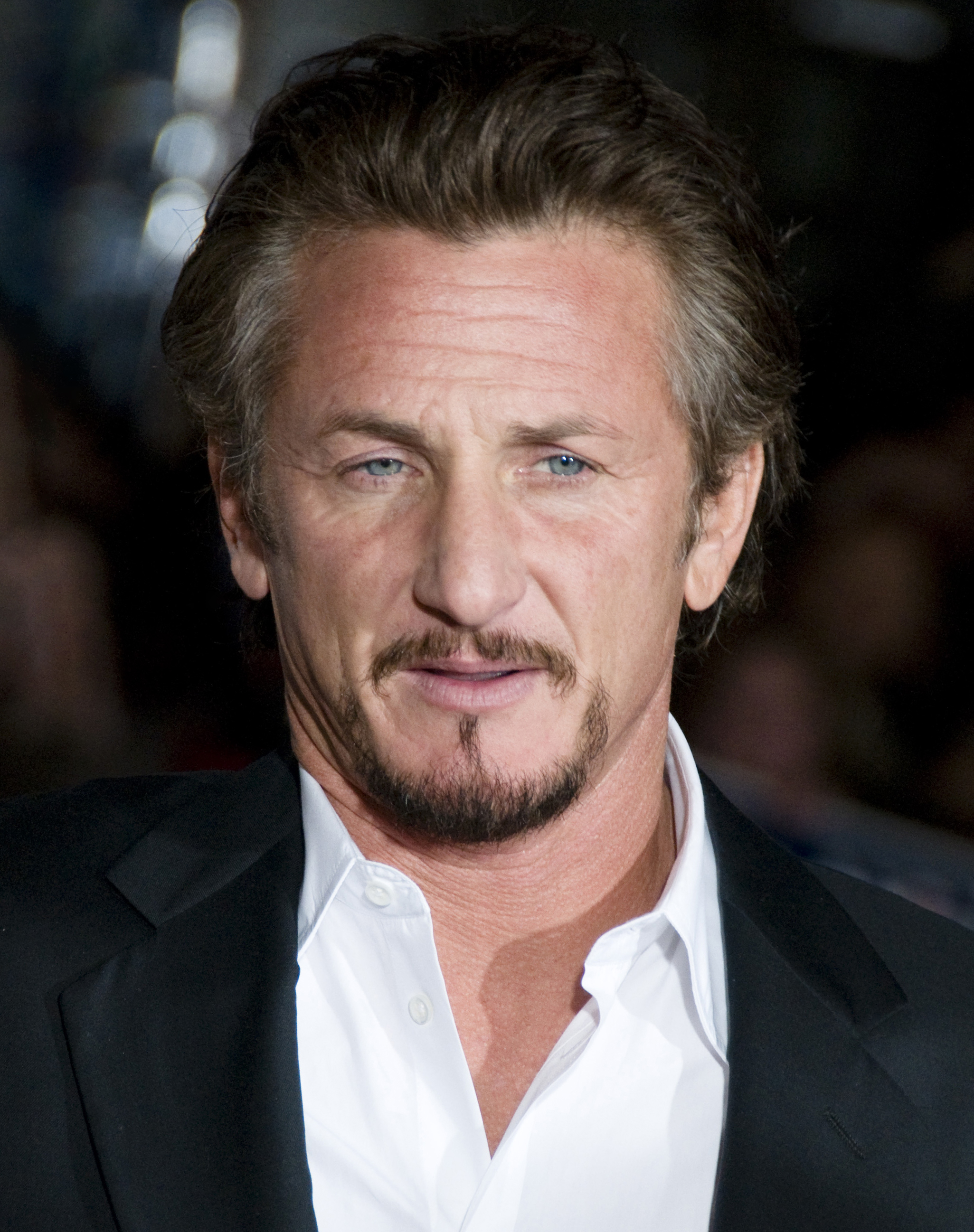
Sean Penn

- Sean Penn como Jim Terrier, un exsoldado de las Fuerzas Especiales.
- Idris Elba como Jackie Barnes, un agente de la Interpol, que ayuda a Jim.
- Peter Franzén como Reiniger, un asesino y miembro del equipo de Cox.
- Javier Bardem como Félix Martí, un compañero de Jim.
- Ray Winstone como Stanley Edgerton, un compañero de Jim.
- Jasmine Trinca como Annie Terrier, la esposa de Jim.
- Mark Rylance como Terrance Cox, el exjefe de Jim.
- Ade Oyefeso como Eugene, el asistente de Jim.
- Billy Billingham como Reed, excompañero de Jim.
- Daniel Adegboyega como Bryson, excompañero de Jim.
- Rachel Lascar
- Jayme Swiftt
- Mark Schardan

## Producción

### Desarrollo
En enero de 2013, el director francés Pierre Morel estaba en negociaciones para dirigir a Sean Penn en Prone Gunman, producido por Silver Pictures. La película está basada en la novela del escritor francés Jean-Patrick Manchette, La position du tireur couché (en inglés, The Prone Gunman). 
En mayo de 2013, Deadline dijo que Javier Bardem probablemente sería el villano. En junio, se dijo que Ray Winstone se había unido al elenco. Jasmine Trinca es la protagonista femenina. Bardem interpretará al esposo de Trinca. El 8 de mayo de 2014, Open Road Films adquirió los derechos de distribución de los Estados Unidos para la película.

### Filmación
La película empezó a filmarse en 2013 en varios lugares de Europa, entre los cuales Barcelona y Madrid.